# Lunan (Frankrijk)

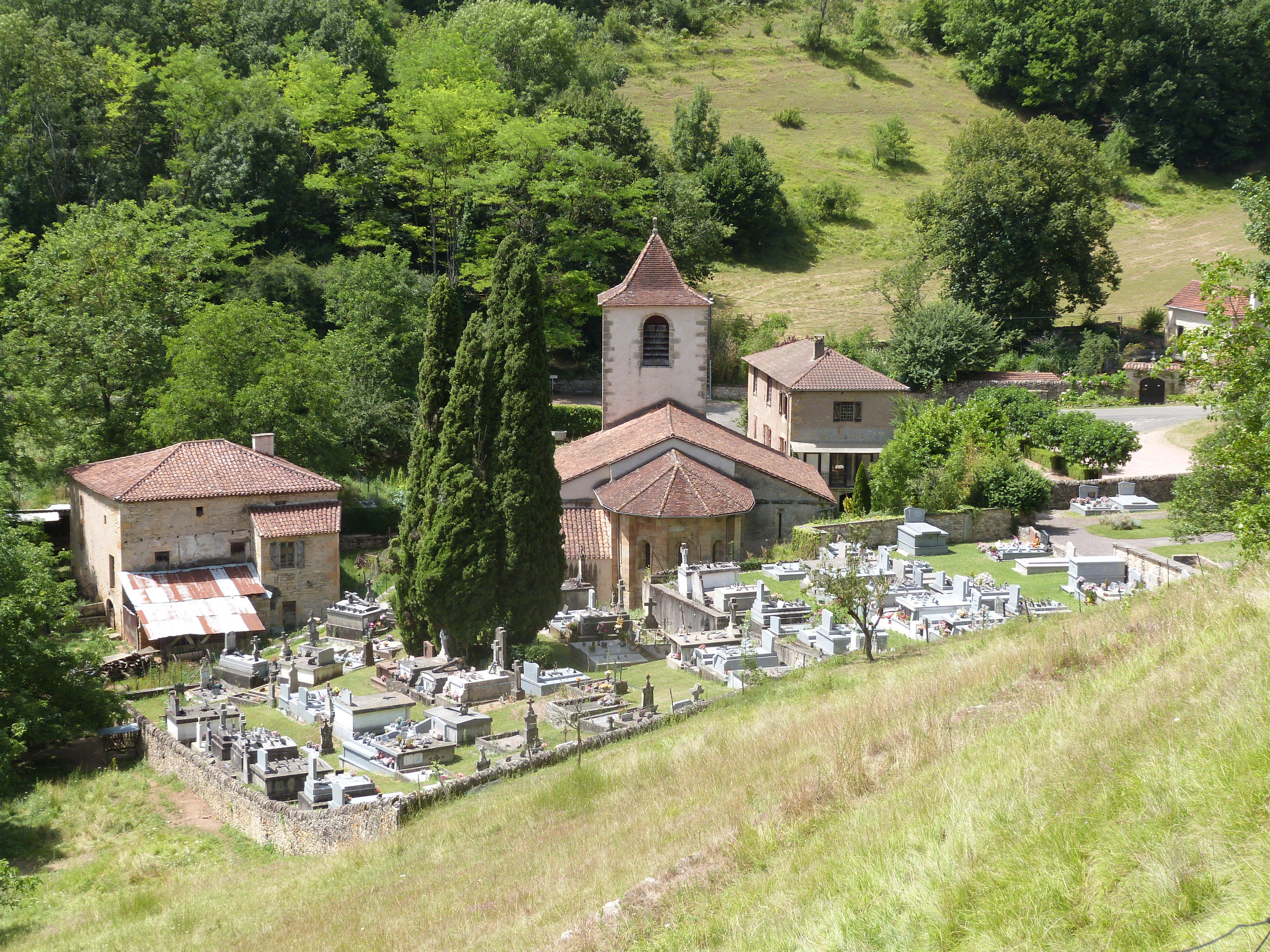
Kerk

Lunan is een gemeente in het Franse departement Lot (regio Occitanie) en telt 459 inwoners (2005). De plaats maakt deel uit van het arrondissement Figeac.

## Geografie
De oppervlakte van Lunan bedraagt 6,2 km², de bevolkingsdichtheid is 74,0 inwoners per km².
De onderstaande kaart toont de ligging van Lunan (Frankrijk) met de belangrijkste infrastructuur en aangrenzende gemeenten.

## Demografie
Onderstaande figuur toont het verloop van het inwonertal (bron: INSEE-tellingen).